# Сорок сороков (книга)
«Со́рок со́роков» — четырёхтомная иллюстрированная история всех московских храмов, составленная в конце 1970-х — начале 1980-х московским писателем и историком Петром Паламарчуком. Впервые была издана (под псевдонимом «Семён Звонарёв») в 1988—1990 годах издательством YMCA-Press в Париже при поддержке Русского общественного фонда, созданного Александром Солженицыным. В 1992—1996 годах в переработанном и дополненном виде была издана в Москве под настоящим именем автора (издательство «Книга и бизнес»). Третье издание (также исправленное и дополненное по сравнению с предыдущим) вышло в 2004—2005 годах, после смерти автора (издательство «АСТ»).
В 1997 году Пётр Паламарчук награждён за книгу второй премией в номинации «История Москвы» Макариевской премии.

## Название книги
Название четырёхтомника восходит к фразеологизму «сорок сороков». Как объясняет автор в предисловии к книге, согласно старинному преданию, в Москве до революции стояло именно «сорок сороков» (то есть 1600) храмов христианских исповеданий. В действительности, это число было несколько меньше, около тысячи (такие данные приводятся «Толковом словаре» В. И. Даля), однако число 1600 можно получить, если сложить вместе все престолы христианских храмов (впрочем, как показано в основной статье, эта точка зрения подвергается критике).

## Содержание
Состоит из четырёх томов. Каждому храму (собору, церкви, часовне) посвящена отдельная статья, содержащая информацию об архитектуре и истории храма, а также иногда и другие исторические сведения, включая рассказы очевидцев. В книгу включены статьи не только о действующих храмах, но и о закрытых и разрушенных.
Каждая статья сопровождена репродукциями фотографий храмов, выполненных до 1917 года, а также фотографиями конца 1970-х годов (время сбора материалов) и описанием состояния каждого строения и его использования на момент съёмки. Фотографии конца 1970-х были выполнены, по возможности, с тех же точек, с которых были сделаны фотографии конца XIX — начала XX веков. Во втором издании четырёхтомника этот принцип был нарушен, фотографии современного состояния строения не были воспроизведены. Фоторепродукции фототипий из Альбомов Найдёнова и часть натурных фотографий конца 1970-х были выполнены Алексеем Булатовым.
В четвёртом томе собраны статьи о православных храмах, расположенных за Окружной железной дорогой, об инославных и иноверческих храмах. Они разделены на группы:
- старообрядческие церкви
  - старообрядцы, приемлющие священство,
  - старообрядцы, не приемлющие священства,
- армяно-григорианские церкви,
- римско-католические церкви,
- англиканская епископальная церковь,
- евангелически-лютеранские церкви,
- евангелически-реформатская церковь,
- магометанские храмы,
- караимский храм-кенаса,
- синагоги и молитвенные дома иудеев.

Дополнительно каждый том содержит разделы:
- основная аннотированная библиография,
- специальная библиография,
- перечень иллюстраций из различных источников. В этом последнем разделе не всегда указаны номера страниц книг, из которых были репродуцированы изображения.

- Том I — Кремль и монастыри.
- Том II — Москва в границах Садового кольца:
  - Китай-город
  - Белый город
  - Земляной город
  - Замоскворечье
- Том III — Москва в границах 1917 года
- Том IV — Окраины Москвы. Инославие и иноверие

На обороте титульного листа этого тома указано: «Альбом-указатель „Сорок Сороков“ под псевдонимом Семен Звонарев составил Петр Паламарчук».

## Библиографические данные
1-е издание
- Семен Звонарев (сост.). Сорок Сороков. Альбом-указатель всех московских церквей в четырех томах.. — Paris: YMCA-Press, 1988. — Т. 1. Кремль и монастыри. — 416 с. — ISBN 2-85065-141-9.
- Сорок Сороков. Альбом-указатель всех московских церквей в четырёх томах. Том II. Центр Москвы. Составил Семен Звонарев. — Paris, YMCA-Press, 1988. — 608 с. Тираж не указан. — ISBN 2-85065-142-7.
- Сорок Сороков. Альбом-указатель всех московских церквей в четырёх томах. Том III. Город в границах 1917 года. Составил Семен Звонарев. — Paris, YMCA-Press, 1989. — 598 с. Тираж не указан. — ISBN 2-85065-143-6.
- Сорок Сороков. Альбом-указатель всех московских церквей в четырёх томах. Том IV. Окраины Москвы. Инославные и иноверческие храмы. Составил Семен Звонарев. — Paris, YMCA-Press, 1990. — 480 с. Тираж не указан. — ISBN 2-85065-144-3. В этом томе раскрыт псевдоним составителя — Петр Паламарчук.

2-е издание
- Паламарчук П. Г. Сорок сороков. Кремль и монастыри. — М.: АО «Книга и бизнес», АО «Кром», 1992. — Т. 1. — 416 с. — 30 000 экз. — ISBN 5-212-00501-9.
- Паламарчук П. Г. Сорок сороков. Москва в границах Садового кольца : Китай-город, Белый город, Земляной город, Замоскворечье. — М.: АО «Книга и бизнес», АО «Кром», 1994. — Т. 2. — 646 с. — 25 000 экз. — ISBN 5-7119-0013-7.
- Паламарчук П. Г. Сорок сороков. Москва в границах 1917 года. — М.: АО «Книга и бизнес», АО «Кром», 1995. — Т. 3. — 586 с. — 25 000 экз. — ISBN 5-7119-0043-9.
- Паламарчук П. Г. Сорок сороков. Окраины Москвы. Инославие и иноверие. — М.: АО «Книга и бизнес», АО «Кром», 1995. — Т. 4. — 584 с. — 20 000 экз. — ISBN 5-7119-0068-4.

3-е издание
- Паламарчук П. Г. Сорок сороков. Краткая иллюстрированная история всех московских храмов. В 4 т. — Астрель, 2004. — Т. 1. Кремль и монастыри. — 503 с. — 7000 экз. — ISBN 978-5-271-07525-4.
- Паламарчук П. Г. Сорок сороков. Краткая иллюстрированная история всех московских храмов. В 4 т. — АСТ, 2004. — Т. 2. Москва в границах Садового кольца : Китай-город, Белый город, Земляной город, Замоскворечье. — 743 с. — 3000 экз. — ISBN 978-5-17-024496-6.
- Паламарчук П. Г. Сорок сороков. Краткая иллюстрированная история всех московских храмов. В 4 т. — АСТ, 2004. — Т. 3. Москва в границах 1917 года. — 695 с. — 10 100 экз. — ISBN 978-5-17-026209-0.
- Паламарчук П. Г. Сорок сороков. Краткая иллюстрированная история всех московских храмов. В 4 т. — АСТ, 2005. — Т. 4. Окраины Москвы. Инославие. — 663 с. — 7000 экз. — ISBN 978-5-17-027698-1.